# オレンジの季節
『オレンジの季節』（オレンジのきせつ）は、1971年4月4日から同年9月19日までフジテレビ系列局で放送されていたフジテレビ製作のテレビドラマである。全24話。放送時間は毎週日曜 20:00 - 20:56 （日本標準時）。

## 概要
東京のある町に住む頑固者の達雄とその6人の孫の富士山（ふじやま）一家。彼らとその関係者たちが繰り広げる青春騒動をユーモラスに描いた作品である。
本作の登場人物は演者の名前がそのまま役名になっており、同姓同名の別人役あるいは本人役で出演していた。同年7月25日放送の第17回では、メインキャストであるはずの達雄がほとんど登場せず、達雄以外の登場人物が芸能人とボウリング大会をしていた。
オープニングテーマは、前田憲男が作曲した「オレンジの季節のテーマ」。
当時裏番組には、NHK大河ドラマ『春の坂道』と、当時高視聴率を獲得していたプロ野球中継もあって、1971年6月までの時点で平均6％台と低迷していた。

## キャスト
- 富士山達雄（祖父）：松村達雄
- 富士山おさみ（長男。「週刊ニッポン」の記者）：なべおさみ
- 富士山悟郎（次男。高校の生物教師）：大石悟郎
- 富士山健一（三男。高校生）：桜木健一
- 富士山きっこ（長女。モード店の店員）：松岡きっこ
- 富士山ルミ（次女。家事手伝い）：小山ルミ
- 富士山じゅん（三女。高校生）：五十嵐じゅん
- 大原先生（高校の音楽教師）：大原麗子
- 高崎先生（高校の英語教師）：高崎一郎
- 塚田編集長（『週刊ニッポン』の編集長）：塚田茂
- 布施カメラマン（『週刊ニッポン』のカメラマン）：布施明
- 二百円のおっさん：南利明

## スタッフ
- 原案：葉村彰子
- 構成：植木昌一郎
- 脚本：向田邦子、松木ひろし、窪田篤人、大西信行、河野洋、津瀬宏、前川宏司、山本邦彦
- 美術：藤森信之、薩本尚武
- 音楽：前田憲男
- 演出：岡田太郎
- プロデューサー：石黒正保

## 放送日程
| 回 | 放送日 （1971年） | サブタイトル                   | 脚本               |
| -- | ----------------- | ------------------------------ | ------------------ |
| 1  | 4月4日            | （無し）                       | 向田邦子           |
| 2  | 4月11日           | （無し）                       | 向田邦子           |
| 3  | 4月18日           | （無し）                       | 松木ひろし         |
| 4  | 4月25日           | （無し）                       | 窪田篤人           |
| 5  | 5月2日            | （無し）                       | 松木ひろし         |
| 6  | 5月9日            | （無し）                       | 窪田篤人           |
| 7  | 5月16日           | （無し）                       | （不明）           |
| 8  | 5月23日           | （無し）                       | 窪田篤人           |
| 9  | 5月30日           | スターに走る女                 | 向田邦子           |
| 10 | 6月6日            | おふくろさんの子守唄           | 窪田篤人           |
| 11 | 6月13日           | まぶたの母さんこんにちは       | 大西信行           |
| 12 | 6月20日           | スピードに命を賭けろ！         | 窪田篤人           |
| 13 | 6月27日           | サナギが蝶になった頃           | 大西信行           |
| 14 | 7月4日            | 失恋！得恋！                   | 窪田篤人           |
| 15 | 7月11日           | 真夏の夜の夢                   | 大西信行           |
| 16 | 7月18日           | 恋にたおれたおさみたち         | 窪田篤人           |
| 17 | 7月25日           | 特集！ボウリング大会           | 河野洋、津瀬宏     |
| 18 | 8月8日            | ハワイへ行こう！               | 大西信行、前川宏司 |
| 19 | 8月15日           | ストレス解消ゲーム大会         | 前川宏司           |
| 20 | 8月22日           | なま麦なま米なま飯             | 大西信行           |
| 21 | 8月29日           | 京からの訪問者                 | 山本邦彦           |
| 22 | 9月5日            | ああ失恋！                     | 大西信行           |
| 23 | 9月12日           | やったぜ・おさみ               | 大西信行           |
| 24 | 9月19日           | 万才！おめでとう！さようなら！ | 大西信行           |

参考：
- サブタイトル：『毎日新聞縮刷版』毎日新聞社、1971年4月4日 - 同年9月19日付のラジオ・テレビ欄。
- 脚本担当者：「オレンジの季節」検索結果 - 脚本データベース - - 日本脚本アーカイブズ推進コンソーシアム（出典：国立国会図書館）

## 参考資料
- 産経新聞[どれ?]
- 毎日新聞縮刷版[どれ?]
- テレビドラマデータベース[どれ?]